# Saint-Denis (Aude)
Pour les articles homonymes, voir Saint-Denis.
Saint-Denis  est une commune française, située dans le nord-ouest du département de l'Aude en région Occitanie.
Sur le plan historique et culturel, la commune fait partie de la Montagne Noire, un massif montagneux constituant le rebord méridional du Massif central. Exposée à un climat océanique altéré, elle est drainée par la Dure, la Rougeanne qui porte le nom d'Alzeau dans son cours amont, le Linon. La commune possède un patrimoine naturel remarquable composé de quatre zones naturelles d'intérêt écologique, faunistique et floristique.
Saint-Denis est une commune rurale qui compte 511 habitants en 2022, après avoir connu une forte hausse de la population depuis 1975. Elle fait partie de l'aire d'attraction de Carcassonne. Ses habitants sont appelés les Saint-Dionisiens ou  Saint-Dionisiennes.

## Géographie
Commune située sur les contreforts de la Montagne Noire entre les vallées de l'Alzeau à l'ouest et du Linon à l'est jusqu'à sa confluence avec la Dure. Elle est limitrophe du département du Tarn.

### Communes limitrophes
Les communes limitrophes sont  Brousses-et-Villaret, Fontiers-Cabardès, Lacombe, Montolieu et Saissac.
| Arfons (Tarn, par un quadripoint) | Lacombe     | Fontiers-Cabardès    |
| Saissac                           | Saint-Denis | Brousses-et-Villaret |
|                                   | Montolieu   |                      |

### Hydrographie
La commune est dans la région hydrographique « Côtiers méditerranéens », au sein du bassin hydrographique Rhône-Méditerranée-Corse. Elle est drainée par la Dure, la Rougeanne, le Linon et le ruisseau du Perdrigal, qui constituent un réseau hydrographique de 10 km de longueur totale,.
La Dure, d'une longueur totale de 26,9 km, prend sa source dans la commune de Laprade et s'écoule vers le sud. Elle traverse la commune et se jette dans la Rougeanne à Montolieu, après avoir traversé 8 communes.
La Rougeanne, d'une longueur totale de 33,5 km, prend sa source dans la commune d'Escoussens et s'écoule vers le sud. Elle traverse la commune et se jette dans le Fresquel à Pezens, après avoir traversé 10 communes. Dans son cours amont la rivière porte le nom d'Alzeau et alimente la retenue d'eau dite Bassin de Saint-Denis.
Le Linon, d'une longueur totale de 11,3 km, prend sa source dans la commune de Lacombe et s'écoule vers le sud. Il traverse la commune et se jette dans la Dure sur le territoire communal, après avoir traversé 4 communes.

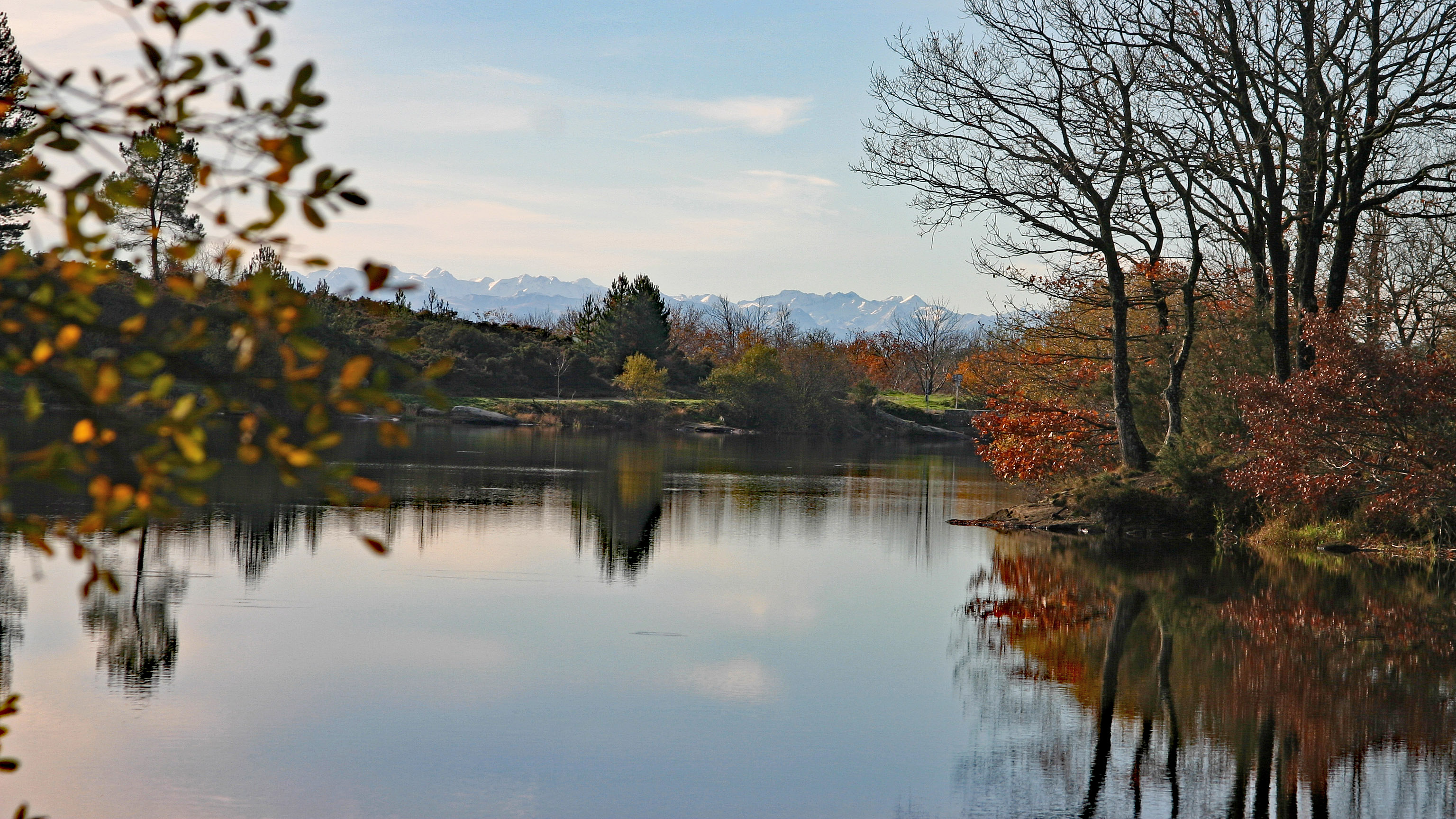
Le bassin de Saint-Denis

### Climat
Pour des articles plus généraux, voir Climat de l'Occitanie et Climat de l'Aude.
En 2010, le climat de la commune est de type climat océanique altéré, selon une étude s'appuyant sur une série de données couvrant la période 1971-2000. En 2020, Météo-France publie une typologie des climats de la France métropolitaine dans laquelle la commune est toujours exposée à un climat océanique altéré et est dans la région climatique Aquitaine, Gascogne, caractérisée par une pluviométrie abondante au printemps, modérée en automne, un faible ensoleillement au printemps, un été chaud (19,5 °C), des vents faibles, des brouillards fréquents en automne et en hiver et des orages fréquents en été (15 à 20 jours).
Pour la période 1971-2000, la température annuelle moyenne est de 11,4 °C, avec  une amplitude thermique annuelle de 15,3 °C. Le cumul annuel moyen de précipitations est de 1 082 mm, avec 11,5 jours de précipitations en janvier et 6,2 jours en juillet. Pour la période 1991-2020 la température moyenne annuelle observée sur la station météorologique la plus proche, située sur la commune des Martys à 9 km à vol d'oiseau, est de 10,2 °C et le cumul annuel moyen de précipitations est de 1 365,7 mm,. Pour l'avenir, les paramètres climatiques de la commune estimés pour 2050 selon différents scénarios d’émission de gaz à effet de serre sont consultables sur un site dédié publié par Météo-France en novembre 2022.

### Milieux naturels et biodiversité
L’inventaire des zones naturelles d'intérêt écologique, faunistique et floristique (ZNIEFF) a pour objectif de réaliser une couverture des zones les plus intéressantes sur le plan écologique, essentiellement dans la perspective d’améliorer la connaissance du patrimoine naturel national et de fournir aux différents décideurs un outil d’aide à la prise en compte de l’environnement dans l’aménagement du territoire.
Deux ZNIEFF de type 1 sont recensées sur la commune :
les « gorges de la Dure et du Linon » (205 ha), couvrant 3 communes du département, et 
le « lac du barrage de Saint -Denis (+landes et praries humides du Régatel) » (67 ha), couvrant 2 communes du département
et deux ZNIEFF de type 2, : 
- la « montagne Noire occidentale » (24 257 ha), couvrant 26 communes dont 25 dans l'Aude et 1 dans le Tarn[17] ;
- la « montagne Noire (versant Nord) » (31 971 ha), couvrant 37 communes dont 14 dans l'Aude, 2 dans la Haute-Garonne, 3 dans l'Hérault et 18 dans le Tarn[18].

Carte des ZNIEFF de type 1 et 2 à Saint-Denis.
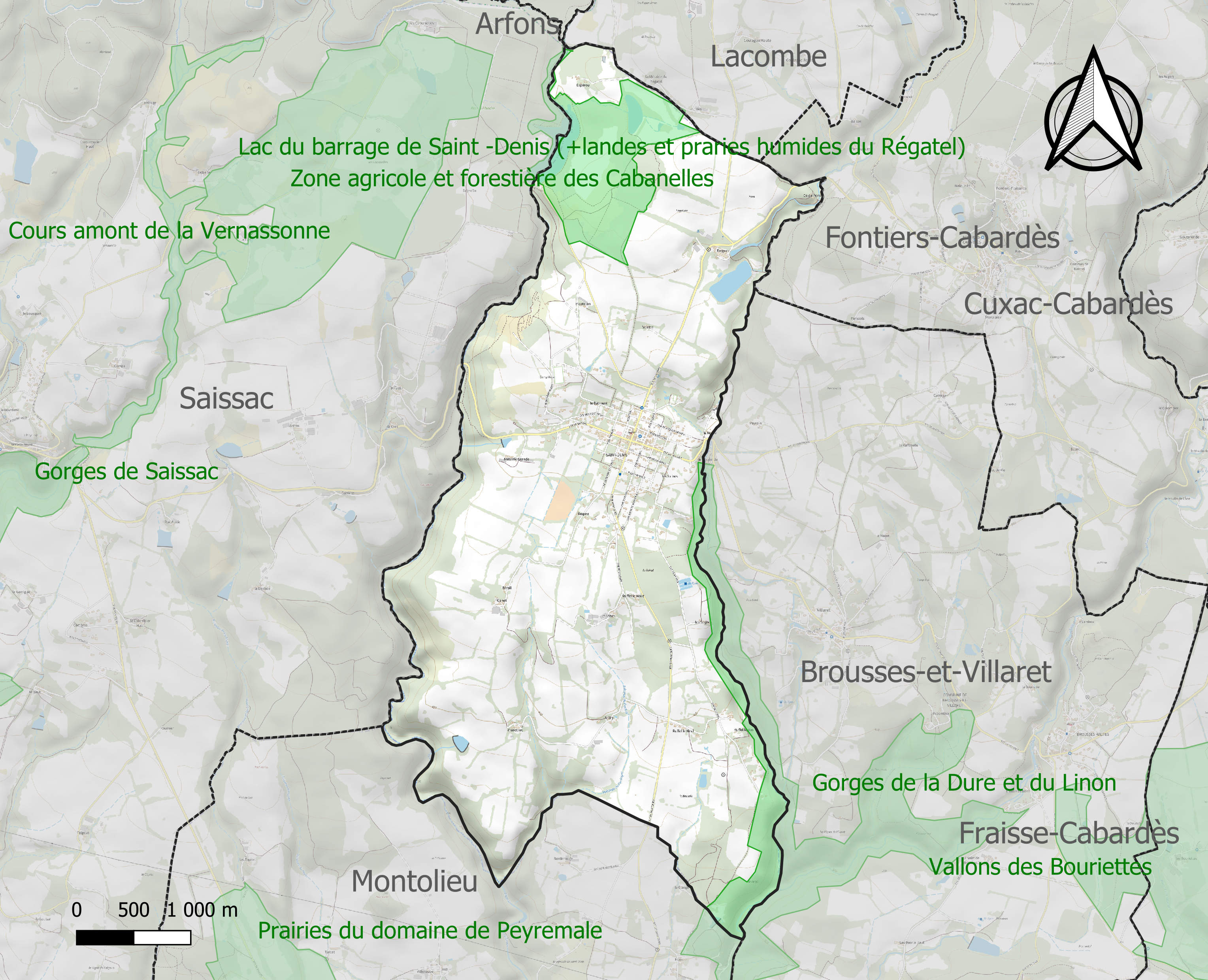
Carte des ZNIEFF de type 1 sur la commune.
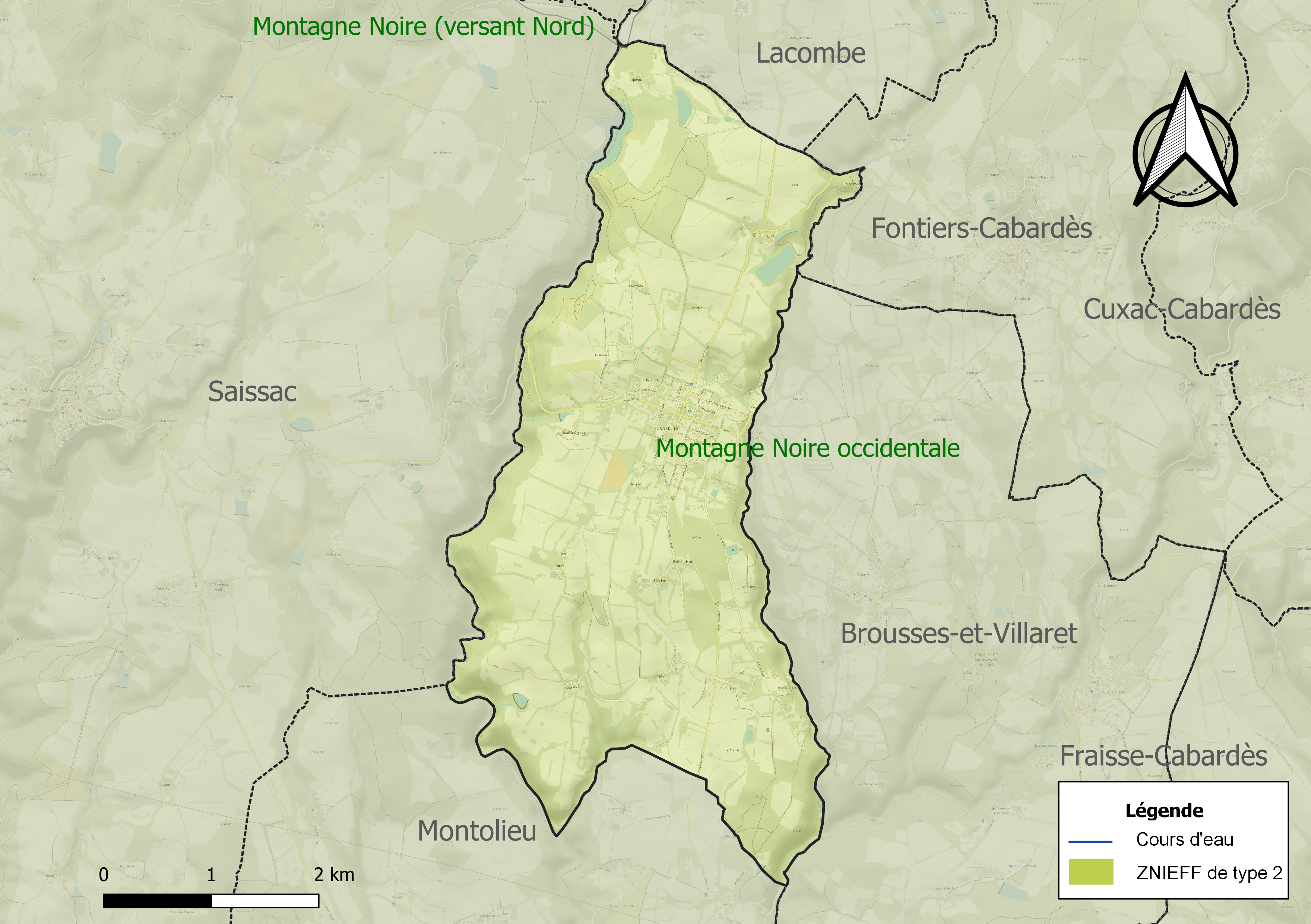
Carte des ZNIEFF de type 2 sur la commune.

## Urbanisme

### Typologie
Au 1er janvier 2024, Saint-Denis est catégorisée commune rurale à habitat dispersé, selon la nouvelle grille communale de densité à 7 niveaux définie par l'Insee en 2022.
Elle est située hors unité urbaine. Par ailleurs la commune fait partie de l'aire d'attraction de Carcassonne, dont elle est une commune de la couronne,. Cette aire, qui regroupe 115 communes, est catégorisée dans les aires de 50 000 à moins de 200 000 habitants,.

### Occupation des sols
L'occupation des sols de la commune, telle qu'elle ressort de la base de données européenne d’occupation biophysique des sols Corine Land Cover (CLC), est marquée par l'importance des territoires agricoles (71,9 % en 2018), une proportion sensiblement équivalente à celle de 1990 (72,2 %). La répartition détaillée en 2018 est la suivante : 
zones agricoles hétérogènes (47,3 %), forêts (25,2 %), terres arables (15,3 %), prairies (9,3 %), zones urbanisées (2,9 %). L'évolution de l’occupation des sols de la commune et de ses infrastructures peut être observée sur les différentes représentations cartographiques du territoire : la carte de Cassini (XVIIIe siècle), la carte d'état-major (1820-1866) et les cartes ou photos aériennes de l'IGN pour la période actuelle (1950 à aujourd'hui).

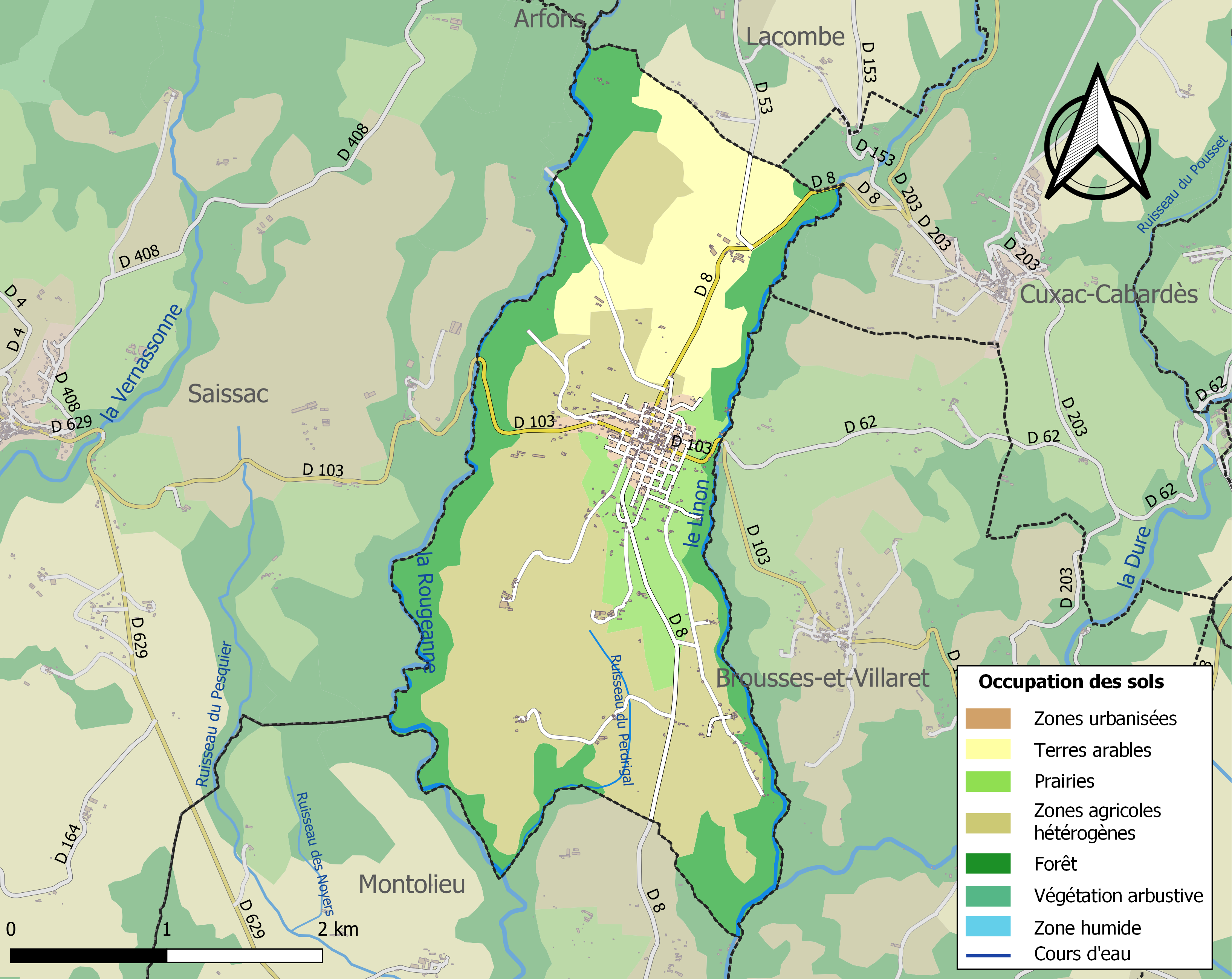
Carte des infrastructures et de l'occupation des sols de la commune en 2018 (CLC).

## Histoire
Ce village ne remonte pas au-delà du XIIIe siècle. De 1905 à 1932, la commune fut le terminus d'une ligne de la Compagnie des Tramways à vapeur de l'Aude qui partait de Bram.

## Politique et administration

### Liste des maires
| Période                                  | Période  | Identité           | Étiquette | Qualité |
| ---------------------------------------- | -------- | ------------------ | --------- | ------- |
| 2001                                     | 2008     | Jean-Pierre Costis |           |         |
| Avril 2008                               | 2016     | Raymond Sentenac   |           |         |
| Mars 2016                                | 2020     | Gérard Bonnafoux   |           |         |
| Mai 2020                                 | en cours | Michael Laurent    |           |         |
| Les données manquantes sont à compléter. |          |                    |           |         |

## Démographie
| 1793 | 1800 | 1806 | 1821 | 1831 | 1836 | 1841 | 1846 | 1851 |
| ---- | ---- | ---- | ---- | ---- | ---- | ---- | ---- | ---- |
| 594  | 610  | 688  | 522  | 710  | 693  | 655  | 600  | 612  |

| 1856 | 1861 | 1866 | 1872 | 1876 | 1881 | 1886 | 1891 | 1896 |
| ---- | ---- | ---- | ---- | ---- | ---- | ---- | ---- | ---- |
| 564  | 553  | 545  | 522  | 511  | 503  | 502  | 466  | 444  |

| 1901 | 1906 | 1911 | 1921 | 1926 | 1931 | 1936 | 1946 | 1954 |
| ---- | ---- | ---- | ---- | ---- | ---- | ---- | ---- | ---- |
| 434  | 445  | 471  | 416  | 407  | 379  | 347  | 353  | 407  |

| 1962 | 1968 | 1975 | 1982 | 1990 | 1999 | 2006 | 2008 | 2013 |
| ---- | ---- | ---- | ---- | ---- | ---- | ---- | ---- | ---- |
| 339  | 292  | 276  | 277  | 313  | 389  | 448  | 465  | 521  |

| 2018 | 2022 | - | - | - | - | - | - | - |
| ---- | ---- | - | - | - | - | - | - | - |
| 509  | 511  | - | - | - | - | - | - | - |

## Économie

### Revenus
En 2018  (données Insee publiées en septembre 2021), la commune compte 233 ménages fiscaux, regroupant 480 personnes. La médiane du revenu disponible par unité de consommation est de 20 140 € (19 240 € dans le département).

### Emploi
| Division       | 2008   | 2013   | 2018   |
| -------------- | ------ | ------ | ------ |
| Commune        | 9 %    | 11,9 % | 15,2 % |
| Département    | 10,2 % | 12,8 % | 12,6 % |
| France entière | 8,3 %  | 10 %   | 10 %   |

En 2018, la population âgée de 15 à 64 ans s'élève à 302 personnes, parmi lesquelles on compte 75,5 % d'actifs (60,3 % ayant un emploi et 15,2 % de chômeurs) et 24,5 % d'inactifs,. En  2018, le taux de chômage communal (au sens du recensement) des 15-64 ans est supérieur à celui de la France et du département, alors qu'il était inférieur à celui du département en 2008.
La commune fait partie de la couronne de l'aire d'attraction de Carcassonne, du fait qu'au moins 15 % des actifs travaillent dans le pôle,. Elle compte 68 emplois en 2018, contre 83 en 2013 et 52 en 2008. Le nombre d'actifs ayant un emploi résidant dans la commune est de 184, soit un indicateur de concentration d'emploi de 37 % et un taux d'activité parmi les 15 ans ou plus de 53,9 %.
Sur ces 184 actifs de 15 ans ou plus ayant un emploi, 47 travaillent dans la commune, soit 26 % des habitants. Pour se rendre au travail, 82,1 % des habitants utilisent un véhicule personnel ou de fonction à quatre roues, 1,1 % les transports en commun, 8,7 % s'y rendent en deux-roues, à vélo ou à pied et 8,2 % n'ont pas besoin de transport (travail au domicile).

### Activités hors agriculture
30 établissements sont implantés  à Saint-Denis au 31 décembre 2019. Le tableau ci-dessous en détaille le nombre par secteur d'activité et compare les ratios avec ceux du département,.
Le secteur du commerce de gros et de détail, des transports, de l'hébergement et de la restauration est prépondérant sur la commune puisqu'il représente 36,7 % du nombre total d'établissements de la commune (11 sur les 30 entreprises implantées  à Saint-Denis), contre 32,3 % au niveau départemental.

### Agriculture
|               | 1988 | 2000 | 2010 | 2020 |
| ------------- | ---- | ---- | ---- | ---- |
| Exploitations | 16   | 10   | 8    | 8    |
| SAU (ha)      | 379  | 795  | 416  | 545  |

La commune est dans la Montagne Noire, une petite région agricole occupant le nord-ouest du département de l'Aude,. En 2020, l'orientation technico-économique de l'agriculture  sur la commune est l'élevage de bovins, orientation mixte lait et viande. Huit exploitations agricoles ayant leur siège dans la commune sont dénombrées lors du recensement agricole de 2020 (16 en 1988). La superficie agricole utilisée est de 545 ha,,.

## Culture locale et patrimoine

### Lieux et monuments
- Église Saint-Denis de Saint-Denis.
- Ancienne filature de La Forge[30].

### Personnalités liées à la commune
- Laurent Spanghero (1939-) joueur professionnel de rugby à XV, chef d'entreprise et éleveur. Il possède une propriété sur la commune[31];
- Edmond Saba (1848-1899) homme politique, député de l'Aude, né dans la commune;
- Eugène Poubelle (1831-1907) préfet et ambassadeur, fut propriétaire du « domaine de Fargues » à Saint-Denis et conseiller général du canton de Saissac entre 1890 et 1904. Préfet de la Seine en 1883, il est à l'initiative de la création des fameuses poubelles dans la capitale.

### Héraldique
| Saint-Denis | Son blasonnement est : D'or chaussé de sable. |